# Classe Kapitan Chechkin
Le unità classe Kapitan Chechkin (progetto 1105 secondo la classificazione russa) sono rompighiaccio fluviali di costruzione finlandese in servizio in Russia.

## Utilizzo
I classe Kapitan Chechkin sono stati progettati per operare nei fiumi artici ghiacciati. Sono in grado di rompere in maniera continuativa, un metro di ghiaccio.
La classe comprende sei unità, tutte costruite nei cantieri di Helsinki, in Finlandia. Sono entrati in servizio nel biennio 1977-1978.
- Kapitan Chechkin: entrato in servizio nel 1977.
- Kapitan Plakhin: entrato in servizio nel 1977.
- Kapitan Bukayev: entrato in servizio nel 1978.
- Kapitan Chadayev: entrato in servizio nel 1978.
- Kapitan Krutov: entrato in servizio nel 1978.
- Kapitan Zarubin: entrato in servizio nel 1978.